# Tour de France 1972
Il Tour de France 1972, cinquantanovesima edizione della corsa, si svolse in venti tappe precedute da un prologo iniziale, tra il 1º luglio e il 23 luglio 1972, per un percorso totale di 3 846,6 km.
Fu vinto dal passista-cronoman, scalatore e finisseur belga Eddy Merckx (al quarto podio consecutivo, e sempre da vincente, su quattro partecipazioni totali nella corsa a tappe francese).
Si trattò della sedicesima edizione che vide il trionfo di un corridore belga.
Merckx, detto "Il Cannibale", diventò così il secondo corridore della storia del Tour de France ad imporsi in quattro edizioni di fila; prima di lui ci era riuscito il normanno Jacques Anquetil (dal 1961 al 1964). Anquetil, comunque, in quel momento rimaneva ancora il più vincente della Grande Boucle con cinque trionfi (considerando pure la prima sua vittoria nel 1957). Merckx lo avrebbe eguagliato nel 1974.
Nel 1972 al fiammingo riuscì di nuovo la stessa impresa già compiuta nel 1970: vincere l'accoppiata Giro d'Italia-Tour de France; fino a quel momento soltanto Fausto Coppi (nel 1949 e nel 1952) aveva realizzato due volte l'accoppiata Giro-Tour. Merckx nel 1974 diventerà l'unico corridore della storia ad aver finora compiuto l'accoppiata Giro-Tour nella stessa annata per ben tre volte.
Nell'edizione 1972 del Tour, Eddy Merckx terminò le sue fatiche sulle strade trandlsalpine con il tempo di 108h17'18". 
In seconda posizione della classifica generale, con un distacco di 10'41" dal vincitore, si piazzò il passista-cronoman, scalatore e finisseur italiano Felice Gimondi (al secondo ed ultimo podio della carriera al Tour, dopo il trionfo nell'edizione del 1965). 
Al terzo posto della graduatoria generale, distaccato di 11'34" dal vincitore, si piazzò il passista-cronoman, scalatore e finisseur francese Raymond Poulidor (al sesto podio nella Grande Boucle: mai vincente, si trattò della quarta volta in cui arrivò terzo, mentre per due volte era stato in piazza d'onore).
Raymond Poulidor eguagliò il primato di podi (sei) fino allora detenuto da due connazionali: Gustave Garrigou, che lo aveva stabilito nel 1913 e che, contrariamente a Poulidor, aveva almeno trionfato in una edizione (1911) e il vecchio rivale Jacques Anquetil (vincente cinque volte e terzo in una occasione).

## Tappe
| Tappa  | Data      | Percorso                                    | km      | Vincitore di tappa | Leader cl. generale |
| ------ | --------- | ------------------------------------------- | ------- | ------------------ | ------------------- |
| Prol.  | 1º luglio | Angers (cron. individuale)                  | 7,2     | Eddy Merckx        | Eddy Merckx         |
| 1ª     | 2 luglio  | Angers > Saint-Brieuc                       | 233,5   | Cyrille Guimard    | Cyrille Guimard     |
| 2ª     | 3 luglio  | Saint-Brieuc > La Baule                     | 206,5   | Rik Van Linden     | Cyrille Guimard     |
| 3ª-1ª  | 4 luglio  | Pornichet > Saint-Jean-de-Monts             | 161     | Ercole Gualazzini  | Cyrille Guimard     |
| 3ª-2ª  | 4 luglio  | Circuit de Merlin Plage (cron. a squadre)   | 16,2    | Molteni            | Eddy Merckx         |
| 4ª     | 5 luglio  | Merlin Plage > Royan                        | 236     | Cyrille Guimard    | Cyrille Guimard     |
| 5ª-1ª  | 6 luglio  | Royan > Bordeaux                            | 133,5   | Walter Godefroot   | Cyrille Guimard     |
| 5ª-2ª  | 6 luglio  | Bordeaux (cron. individuale)                | 12,7    | Eddy Merckx        | Cyrille Guimard     |
| 6ª     | 7 luglio  | Bordeaux > Bayonne                          | 205     | Leo Duyndam        | Cyrille Guimard     |
|        | 8 luglio  | giorno di riposo                            |         |                    |                     |
| 7ª     | 9 luglio  | Bayonne > Pau                               | 220,5   | Yves Hézard        | Cyrille Guimard     |
| 8ª     | 10 luglio | Pau > Luchon                                | 163,5   | Eddy Merckx        | Eddy Merckx         |
| 9ª     | 11 luglio | Luchon > Colomiers                          | 179     | Jos Huysmans       | Eddy Merckx         |
| 10ª    | 12 luglio | Castres > La Grande-Motte                   | 210     | Willy Teirlinck    | Eddy Merckx         |
| 11ª    | 13 luglio | Carnon-Plage > Mont Ventoux                 | 207     | Bernard Thévenet   | Eddy Merckx         |
| 12ª    | 14 luglio | Carpentras > Orcières-Merlette              | 192     | Lucien Van Impe    | Eddy Merckx         |
| 13ª    | 15 luglio | Orcières-Merlette > Briançon                | 201     | Eddy Merckx        | Eddy Merckx         |
| 14ª-1ª | 16 luglio | Briançon > Valloire/Colle del Galibier      | 51      | Eddy Merckx        | Eddy Merckx         |
| 14ª-2ª | 16 luglio | Valloire > Aix-les-Bains                    | 151     | Cyrille Guimard    | Eddy Merckx         |
| 15ª    | 17 luglio | Aix-les-Bains > Le Revard                   | 28      | Cyrille Guimard    | Eddy Merckx         |
|        | 18 luglio | giorno di riposo                            |         |                    |                     |
| 16ª    | 19 luglio | Aix-les-Bains > Pontarlier                  | 198,5   | Willy Teirlinck    | Eddy Merckx         |
| 17ª    | 20 luglio | Pontarlier > Ballon d'Alsace                | 213     | Bernard Thévenet   | Eddy Merckx         |
| 18ª    | 21 luglio | Vesoul > Auxerre                            | 257,5   | Marinus Wagtmans   | Eddy Merckx         |
| 19ª    | 22 luglio | Auxerre > Versailles                        | 230     | Joseph Bruyère     | Eddy Merckx         |
| 20ª-1ª | 23 luglio | Versailles > Versailles (cron. individuale) | 42      | Eddy Merckx        | Eddy Merckx         |
| 20ª-2ª | 23 luglio | Versailles > Parigi                         | 89      | Willy Teirlinck    | Eddy Merckx         |
| Totale | Totale    | Totale                                      | 3 846,6 |                    |                     |

## Squadre e corridori partecipanti
| N.    | Cod. | Squadra                          |
| ----- | ---- | -------------------------------- |
| 1-11  | MOL  | Molteni                          |
| 12-22 | BEA  | Beaulieu-Flandria                |
| 23-33 | SON  | Sonolor                          |
| 34-44 | PEU  | Peugeot-BP-Michelin              |
| 45-55 | MAG  | De Gribaldy-Magniflex-Van Cauter |
| 56-66 | BIC  | Bic                              |

| N.      | Cod. | Squadra                |
| ------- | ---- | ---------------------- |
| 67-77   | GAN  | Gan-Mercier-Hutchinson |
| 78-88   | ROK  | Rokado                 |
| 89-99   | SAL  | Salvarani              |
| 100-110 | GOU  | Goudsmit-Hoff          |
| 111-121 | GIT  | Gitane                 |
| 121-132 | WAT  | Watney-Avia            |

## Resoconto degli eventi
Al Tour de France 1972 parteciparono 132 corridori, dei quali 88 giunsero a Parigi.  In questa edizione le squadre presentarono 11 corridori ciascuna invece dei 10 corridori delle edizioni precedenti.  Le 12 squadre erano 5 francesi, 4 belghe, 1 italiana, 1 olandese e 1 tedesca.  I corridori erano 46 francesi, 44 belgi, 16 olandesi, 9 italiani, 8 tedeschi, 3 portoghesi, 2 spagnoli, 2 britannici, 1 danese, 1 lussemburghese. 
Il trionfatore finale Merckx fu per la quarta edizione consecutiva anche il corridore che si aggiudicò il maggior numero di frazioni: sei (più la cronometro a squadre vinta dalla sua Molteni) su un totale di venticinque (considerando come unità anche il cronoprologo e le semitappe.
Fu il Tour dell'atteso scontro tra Eddy Merckx e Luis Ocaña, dopo che lo spagnolo era caduto sul Col de Menté nell'edizione dell'anno precedente quando sembrava avviato a vincere la corsa. Ocaña però cadde nuovamente, sul Colle d'Aubisque, e lasciò Eddy Merckx a contendersi la vittoria con Cyrille Guimard; si dovrà poi ritirare per problemi polmonari nel corso della quindicesima frazione.
Lo stesso Cyrille Guimard, pur non uno dei favoriti alla vigilia, fu grande protagonista, rivaleggiando con Merckx (vinse peraltro quattro frazioni) ma dovendosi poi ritirare nella penultima tappa a causa di una tendinite al ginocchio che da diversi giorni lo affliggeva; gli verrà comunque assegnato il premio della combattività.
Alla fine Merckx fu maglia gialla al termine di diciassette frazioni su venticinque: al termine del cronoprologo, poi perse il simbolo del primato e lo riconquistò al termine della quinta frazione, riperdendolo di nuovo subito dopo. Poi riprese la maglia gialla tenendola consecutivamente nelle ultime quindici frazioni. Le otto volte che la maglia gialla non fu del "Cannibale" belga, la indossò Cyrille Guimard.
In questa annata Merckx, oltre a Giro d'Italia e Tour de France, vinse tre classiche monumento e stabilì, in ottobre, il record dell'ora a Città del Messico.

## Classifiche finali

### Classifica generale - Maglia gialla
| Pos. | Corridore         | Squadra   | Tempo      |
| ---- | ----------------- | --------- | ---------- |
| 1    | Eddy Merckx       | Molteni   | 108h17'18" |
| 2    | Felice Gimondi    | Salvarani | a 10'41"   |
| 3    | Raymond Poulidor  | Gan       | a 11'34"   |
| 4    | Lucien Van Impe   | SON       | a 16'45"   |
| 5    | Joop Zoetemelk    | Beaulieu  | a 19'09"   |
| 6    | Mariano Martínez  | Magniflex | a 21'31"   |
| 7    | Yves Hézard       | Sonolor   | a 21'52"   |
| 8    | Joaquim Agostinho | Magniflex | a 34'16"   |
| 9    | Bernard Thévenet  | Peugeot   | a 37'11"   |
| 10   | Edward Janssens   | Magniflex | a 42'33"   |

### Classifica a punti - Maglia verde
| Pos. | Corridore        | Squadra     | Punti |
| ---- | ---------------- | ----------- | ----- |
| 1    | Eddy Merckx      | Molteni     | 197   |
| 2    | Rik Van Linden   | Magniflex   | 135   |
| 3    | Joop Zoetemelk   | Beaulieu    | 133   |
| 4    | Raymond Poulidor | Gan         | 122   |
| 5    | Frans Verbeeck   | Watney-Avia | 118   |

### Classifica scalatori
| Pos. | Corridore         | Squadra   | Punti |
| ---- | ----------------- | --------- | ----- |
| 1    | Lucien Van Impe   | Sonolor   | 229   |
| 2    | Eddy Merckx       | Molteni   | 211   |
| 3    | Joaquim Agostinho | Magniflex | 136   |
| 4    | Mathieu Pustjens  | Sonolor   | 74    |
| 5    | Joop Zoetemelk    | Beaulieu  | 104   |

### Classifica combinata - Maglia bianca
| Pos. | Corridore        | Squadra   | Punti |
| ---- | ---------------- | --------- | ----- |
| 1    | Eddy Merckx      | Molteni   | 4     |
| 2    | Raymond Poulidor | Gan       | 13    |
| 3    | Joop Zoetemelk   | Beaulieu  | 13    |
| 4    | Lucien Van Impe  | Sonolor   | 14    |
| 5    | Felice Gimondi   | Salvarani | 19    |

### Classifica sprint
| Pos. | Corridore             | Squadra   | Punti |
| ---- | --------------------- | --------- | ----- |
| 1    | Willy Teirlinck       | Sonolor   | 61    |
| 2    | Robert Mintkiewicz    | Sonolor   | 48    |
| 3    | Barry Hoban           | Gan       | 37    |
| 4    | Raymond Riotte        | Sonolor   | 28    |
| 4    | Giacinto Santambrogio | Salvarani | 28    |

### Classifica a squadre
| Pos. | Squadra                          | Tempo |
| ---- | -------------------------------- | ----- |
| 1    | Gan-Mercier-Hutchinson           |       |
| 2    | De Gribaldy-Magniflex-Van Cauter |       |
| 3    | Molteni                          |       |
| 4    | Sonolor                          |       |
| 5    | Bic                              |       |